# Јоханисфелд
Јоханисфелд (рум. Iohanisfeld) насеље је у Румунији, у округу Тимиш, у општини Отелек. Oпштина се налази на надморској висини од 76 m.

## Историја
По "Румунској енциклопедији" место је основано 1805. године. Тада је више немачких породица из Жомбоље и околних места направило куће, а за две године и школу на земљишту Јохана Батлера. Њему у част место је добило то германизовано име. Римокатоличку цркву је насеље подигло 1833. године.

## Становништво
Према подацима из 2013. године у насељу је живело 814 становника.

### Попис 2002.
| Расподела становништва по националности 2002.‍ | Расподела становништва по националности 2002.‍ | Расподела становништва по националности 2002.‍ | Расподела становништва по националности 2002.‍ | Расподела становништва по националности 2002.‍ |
| --------------------------------------------- | --------------------------------------------- | --------------------------------------------- | --------------------------------------------- | --------------------------------------------- |
|                                               |                                               |                                               |                                               |                                               |
| Румуни                                        | Румуни                                        |                                               | 873                                           | 97,3%                                         |
| Мађари                                        | Мађари                                        |                                               | 10                                            | 1,1%                                          |
| Немци                                         | Немци                                         |                                               | 14                                            | 1,6%                                          |